# 448 př. n. l.

## Hlava státu
- Perská říše – Artaxerxés I. (465 – 424 př. n. l.)
- Egypt – Artaxerxés I. (465 – 424 př. n. l.)
- Sparta – Pleistonax (458 – 409 př. n. l.) a Archidámos II. (469 – 427 př. n. l.)
- Athény – Pedieus (449 – 448 př. n. l.) » Philiscus (448 – 447 př. n. l.)
- Makedonie – Alketás II. (454 – 448 př. n. l.) » Perdikkás II. (448 – 413 př. n. l.)
- Epirus – Admetus (470 – 430 př. n. l.)
- Odryská Thrácie – Teres I. (460 – 445 př. n. l.) a Sparatocos (450 – 431 př. n. l.)
- Římská republika – konzulé Lars Herminius Coritinesanus a T. Verginius Tricostus Caeliomontanus (448 př. n. l.)
- Kartágo – Hanno II. (480 – 440 př. n. l.)